# 魔叉鰾石首魚
魔叉鰾石首魚為輻鰭魚綱鱸形目鱸亞目石首魚科的其中一種，分布西大西洋區，包括委內瑞拉、哥倫比亞、千里達海域，棲息深度可達25公尺，體長可達25公分，棲息在沿海泥底質海域，屬肉食性，以甲殼類、蠕蟲等為食，可做為食用魚。